# Der Parfumeur
Der Parfumeur és una pel·lícula alemanya del 2022 dirigida per Nils Willbrandt i basada en la novel·la homònima de Patrick Süskind. S'ha subtitulat al català.

## Trama
Per recuperar el sentit de l'olfacte i l'afecte de l'amant, una inspectora s'alia amb un perfumista que utilitza mètodes letals per crear l'aroma perfecta.

## Distribució
La pel·lícula es va estrenar a la plataforma Netflix el 21 de setembre de 2022.